# فان جيي
فان زهي (بالصينية: 范志毅)، من مواليد 6 نوفمبر 1969 في شانغهاي في الصين، لاعب كرة قدم صيني.
بدأ زهي مسيرته الكروية مع نادي شانغهاي شينهوا في عام 1994، وفي عام 1998 تركهم وانتقل إلى نادي كريستال بالاس الإنجليزي، ولعب لهم حتى عام 2001، وفي موسم 2001/2002 انتقل إلى نادي دندني يونايتد الإسكتلندي، وفي عام 2002 تمت إعارته إلى نادي شانغهاي زهونغيوان، وفي موسم 2002/2003 لعب مع نادي كارديف سيتي، وفي موسم 2003/2004 لعب مع نادي بولر رينجرز، وفي موسم 2004/2005 لعب مع نادي زهوهاي زهونغيوان، ومنذ عام 2005 وهو يلعب مع نادي بولر رينجرز.
و قد أختير في عام 2001 كأفضل لاعب آسيوي.
و يعتبر زهي أول لاعب صيني يحترف في أوروبا.

## روابط خارجية
- فان جيي على موقع الاتحاد الدولي (مؤرشف)  (الإنجليزية)
- فان جيي على موقع قاعدة بيانات كرة القدم.إي يو (الإنجليزية)
- فان جيي على موقع ناشيونال فوتبول تيمز (الإنجليزية)
- فان جيي على موقع Soccerbase.com (لاعب) (الإنجليزية)
- فان جيي على موقع Soccerway.com (الإنجليزية)
- فان جيي على موقع عالم كرة القدم.نت (الإنجليزية)